# Ilisudam
Ilisudam is een stuwdam die zich bevindt in het zuidoosten van Turkije in de provincie Batman, nabij de stad Hasankeyf. De dam is gebouwd op de Tigris en heeft een grote betekenis voor de regio, zowel op het gebied van energieproductie als irrigatie. De bouw van de dam begon in 2006, en de dam werd voltooid in 2020. De Ilisudam is een van de belangrijkste projecten van Turkije op het gebied van waterkrachtcentrales, en speelt een cruciale rol in de energievoorziening van het land.

## De bouw van de dam
De dam heeft een hoogte van 135 meter en een lengte van 1.820 meter. Het reservoir dat de dam creëert heeft een oppervlakte van 313 vierkante kilometer en kan maximaal 11,4 miljard kubieke meter water bevatten. De dam heeft een vermogen van 1.200 megawatt, wat gelijkstaat aan het elektriciteitsverbruik van miljoenen huishoudens.
De bouw van de Ilisudam heeft geleid tot de verdrinking van de historische stad Hasankeyf, die duizenden jaren oud is en beroemd was om haar unieke architectuur en cultureel erfgoed. Vanwege de komst van het stuwmeer werden veel van de historische gebouwen van Hasankeyf verplaatst naar een nieuwe stad, "Nieuw Hasankeyf", die speciaal werd gebouwd voor de verplaatsing van de bewoners. De verhuizing van de oude stad heeft wereldwijd aandacht getrokken vanwege het verlies van cultureel erfgoed, maar de Turkse regering heeft verklaard dat het project noodzakelijk was voor de energieproductie en de economische ontwikkeling van de regio.
De Ilisudam dient niet alleen voor het opwekken van elektriciteit, maar heeft ook voordelen voor de landbouw door het mogelijk maken van irrigatie in een uitgestrekt gebied rondom de Tigris. De dam draagt bij aan het reguleren van de waterstand van de rivier, wat belangrijk is voor zowel de energievoorziening als de landbouwproductie.